# Geshtin (cràter)
Geshtin és un cràter sobre la superfície del planeta nan Ceres, situat amb el sistema de coordenades planetocèntriques a 61.86 ° de latitud nord i 266.87 ° de longitud est. Fa un diàmetre de 80 km. El nom va ser fet oficial per la UAI el 21 de setembre del 2015 i fa referència a Geshtin, deessa del vi de la mitologia sumèria-babilònica.